# Jean-Andoche Junot
Jean-Andoche Junot, duque de Abrantes (24 de septiembre de 1771-29 de julio de 1813) fue un militar francés durante la Revolución francesa y general en las guerras napoleónicas.

## Inicios
Junot nació en Bussy-le-Grand, Borgoña, donde pasó los primeros años de su vida. Posteriormente se trasladó a Châtillon-sur-Seine para cursar los estudios medios y, finalmente, se instaló en Dijon, matriculándose en la facultad de Derecho. Joven e idealista, cuando estalla la Revolución francesa se presenta como voluntario en el ejército y es asignado al batallón de Côte-d'Or. Entra rápidamente en combate en los primeros enfrentamientos que sufre Francia como consecuencia de la Revolución, donde será herido dos veces. Sin embargo, se repone con rapidez y consigue un ascenso a sargento de granaderos.
Su gran oportunidad le llega durante el sitio de Tolón (1793), donde queda a las órdenes de Napoleón Bonaparte. En un momento de la contienda Napoleón solicita a alguien que sepa escribir para que le redacte unos correos, presentándose Junot como voluntario. Mientras Napoleón le dictaba, Junot iba escribiendo sin levantar la vista del papel. En ese momento cayó una bala de cañón cerca de ambos, haciendo saltar una gran cantidad de tierra que ensució el documento, a lo que Junot dijo: «Bien, no tendré necesidad de arenilla». Fascinado por la frialdad e intrepidez de Junot, Napoleón le nombra ayudante de campo y le va asignando responsabilidades.

## Ascensos y conflictos
Durante la Campaña de Italia (1792-1802), Napoleón va forjando vínculos cada vez más fuertes con los militares más prometedores. Así, Junot comienza a ser considerado como «la mano izquierda» del general, si bien el propio Bonaparte se encargaría de afirmar en cualquier circunstancia que Louis Alexandre Berthier era su "mano derecha".
Junot destacó con valentía en Italia, pero recibió una herida en la cabeza en Lonato (Brescia), de la que pareció recuperarse rápidamente. Sin embargo, sus allegados comprobaron de inmediato que el carácter de Junot había cambiado radicalmente, siendo cada vez menos juicioso y más impetuoso y temperamental. Napoleón no pareció dar mucha importancia a estos cambios de carácter y otorgó a Junot el honor de acudir al Directorio con las banderas capturadas al enemigo, haciendo oficial la victoria francesa, así como promoviendo su ascenso a coronel.
Napoleón solicita nuevamente sus servicios para la Campaña de Egipto (1798-1801), ascendiéndole a general de brigada. Pero pronto Junot comenzó a perder méritos ante su gran valedor. Su carácter impetuoso le hace batirse en un duelo de honor en el que quedó gravemente herido. Fue dado de baja en la milicia egipcia y se dispuso su retorno a Francia. No obstante, durante el viaje fue capturado por un navío de guerra inglés. Hecho prisionero de guerra, no sería liberado hasta 1801.
A su regreso Napoleón le asciende a comandante de París y contrae matrimonio con Laura Permon. Sin embargo, sus desavenencias con el cónsul Bonaparte son cada vez más acuciantes y llegan a su clímax tras la proclamación del Imperio en 1804, ya que Napoleón le niega el ascenso a mariscal que sí concede a otros militares, como Berthier y Murat. Tras un enfrentamiento, Napoleón le destituye y le envía a Arras a reclutar e instruir un nuevo cuerpo de granaderos. Después es nombrado embajador en Portugal, pero cuando estalla la guerra contra la Tercera Coalición (1805) es llamado a filas y participa activamente en la batalla de Austerlitz (2 de diciembre de 1805). Su reconciliación con el emperador es total y vuelven juntos a París.
Su vida disoluta y sus grandes dispendios económicos le granjean problemas. Solicita numerosos préstamos bancarios que avala con su nombre, puesto y condición de amigo del emperador. Al no poder pagarlos, está a punto de sufrir un embargo y solicita a Napoleón un crédito personal para salvar su situación. Este accede a pagar sus deudas pero, irritado, le envía a Parma a reprimir una insurrección provocada por el nuevo sistema de servicio militar impuesto en la zona. A las órdenes del gobernador Huges Nardon soluciona eficazmente el problema, por lo que Napoleón vuelve a darle otra oportunidad y le restituye en el cargo de comandante de París.

## Guerra Peninsular
Pero Junot volverá a las andadas: su ritmo de vida le suponía unos gastos que no podía asumir y se ve envuelto, además, en numerosas peleas y conflictos, haciendo gala de un carácter cada vez más desequilibrado. Por si fuese poco, mientras Napoleón y el Gran Ejército luchaban en Polonia, Junot hace la corte a Carolina Bonaparte, hermana del emperador y esposa del mariscal Murat, convirtiéndose en su amante. Al regreso del Ejército a Francia, un indignado Murat reta a Junot a un duelo, pero este nunca llegará a celebrarse por prohibición expresa de Napoleón.
La consecuencia de estos hechos fue la destitución de Junot de su puesto en París y su nombramiento como comandante en jefe de un ejército que cruza los Pirineos en 1807. Su misión es invadir Portugal, el inquebrantable aliado de Inglaterra. Pese a mostrarse reticente, acepta el nombramiento cuando Napoleón le confirma que «su bastón de mariscal está ahí». Ilusionado por la posibilidad de lograr su máxima ambición militar, Junot planifica cuidadosamente la campaña y establece su cuartel general en Salamanca. Apoyado por la logística española, incluyendo casi 25 000 soldados españoles, el ejército francés organiza la invasión, que concluye con la toma de Lisboa en diciembre y la huida de la familia real portuguesa a sus colonias de Brasil.

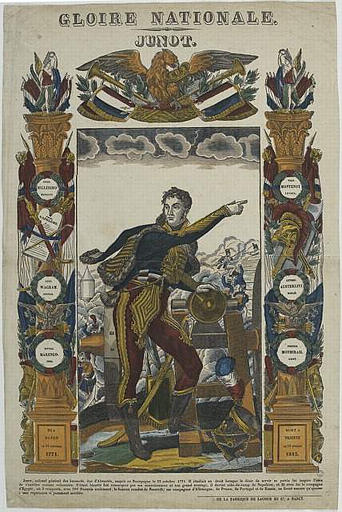
Gloire nationale: Jean-Andoche Junot.

Satisfecho por su rapidez y eficacia, Napoleón le concede el título de duque de Abrantes y le nombra gobernador de Portugal, aunque no le asciende aún a mariscal. Pese a estos éxitos, Junot acabará demostrando una vez más su incapacidad para llevar a cabo funciones civiles y administrativas, pues su desacertada gestión y su negativa a involucrar a los portugueses en el gobierno le granjean numerosas revueltas. Por si fuera poco, las tropas inglesas al mando de Wellington desembarcan en Portugal en 1808 y derrotan al ejército de Junot en la batalla de Vimeiro. Por aquel entonces toda la península está ya en guerra y Junot se ve obligado a firmar el Convenio de Sintra (30-8-1808), que acuerda la retirada del ejército francés de Portugal y su vuelta a Francia.
Los reveses que sufren los franceses a manos de ingleses, españoles y portugueses obligan a Napoleón a acudir en persona a España, donde equilibra la situación derrotando a los ingleses y reconquistando Burgos, Valladolid y Madrid. El Emperador cita a Junot y le incorpora al segundo sitio de Zaragoza (1808), pero ya no como comandante en jefe, sino a las órdenes del Mariscal Masséna, permaneciendo allí hasta la capitulación de la ciudad.
Después de ese éxito, Napoleón le reclama para el frente austriaco, donde destaca en la batalla de Wagram (5 y 6 de julio de 1809). Vuelve a ser destinado a la Guerra Peninsular a las órdenes de Masséna, reorganizando el ejército para la reconquista de Portugal y el sur de España, objetivos que nunca se conseguirán. Tras la derrota francesa en la batalla de Fuentes de Oñoro (del 3 al 5 de mayo de 1811), Junot ve volar sus sueños de alcanzar el mariscalato. Además su salud mental empeora y comienza a padecer una constante agitación, bruscos cambios de humor y ataques de histeria.

## Últimos años
Alertado de esta situación, Napoleón reclama a Junot a su lado. Decidido a aprovechar sus capacidades militares a pesar de su inestabilidad mental, el emperador lo lleva a la Campaña de Rusia. Sin embargo, una mala planificación táctica de Junot permite la retirada del Ejército Ruso durante la batalla de Smolensk, por lo que Napoleón censura su conducta en público. Junot quedaría profundamente afectado por este hecho, pero a pesar de todo consiguió desenvolverse con éxito en la batalla de Borodino, que permite la captura de Moscú.
No obstante, tras la retirada de Rusia su estado mental es ya de completa enajenación. Napoleón le da la baja en el servicio activo y le confina en su domicilio familiar, al cuidado de su padre. Durante un acceso de fiebre se arroja por un balcón, sufriendo graves lesiones, especialmente una fractura abierta en la pierna. Sus heridas se infectan y obligan a la amputación, en un intento desesperado por salvar su vida. Sin embargo, pese a todos los cuidados ya es demasiado tarde para contener la sepsis y Junot fallece el 29 de junio de 1813, con apenas 41 años.
Fue inhumado en el cementerio de Montbard (Côte-d'Or). Su nombre está inscrito junto al de todos los grandes generales napoleónicos en el Arco del Triunfo de París.